# NGC 4054-1
NGC 4054-1 is een spiraalvormig sterrenstelsel in het sterrenbeeld Grote Beer. Het hemelobject werd op 17 april 1789 ontdekt door de Duits-Britse astronoom William Herschel. In de onmiddellijke buurt van dit stelsel is NGC 4054-2 te vinden.

## In de kom van deGrote steelpan
De stelsels NGC 4054-1 en NGC 4054-2 bevinden zich, vanaf de aarde gezien, in het uiterst oostelijke gedeelte van de rechthoek gevormd door de sterren Dubhe, Merak, Phad, en Megrez, die de kom van het gemakkelijk herkenbare asterisme Grote steelpan (Big dipper) vormen. Deze twee stelsels zijn dan ook de meest oostelijke van de door J. L. E. Dreyer's gecatalogiseerde deepsky objecten in de kom van de Grote steelpan.

## Synoniemen
- MCG 10-17-131
- ZWG 292.62
- VV 136
- PGC 38078